# Colorado Esporte Clube
El Colorado Esporte Clube fou un club de futbol brasiler de la ciutat de Curitiba a l'estat de Paranà.

## Història
El Colorado Esporte Clube es fundà el 29 de juny de 1971, per la fusió de Britânia Sport Club, Palestra Itália Futebol Clube i Clube Atlético Ferroviário.
Participà en el Campeonato Brasileiro Série A el 1978, 1979, 1980, 1981 i 1983. Guanyà un cop el campionat estatal el 1980, compartit amb el Cascavel.
El Colorado es fusionà amb l'Esporte Clube Pinheiros (PR) el 19 de desembre de 1989 per formar el Paraná Clube.

## Palmarès
- Campionat paranaense:
  - 1980

- Copa Ciutat de Curitiba:
  - 1974, 1975[11]